# Psychrogeton
Psychrogeton é um género botânico pertencente à família Asteraceae.
É composto por 36 espécies descritas e destas 9 são aceites.
O género foi descrito por Pierre Edmond Boissier e publicado em Flora Orientalis 3: 156. 1875. A espécie-tipo é Psychrogeton cabulicum Boiss.
Trata-se de um género reconhecido pelo sistema de classificação filogenética Angiosperm Phylogeny Website.

## Espécies
As espécies aceites neste género são:
- Psychrogeton aellenii (Rech.f.) Griers.
- Psychrogeton candissimus Griers.
- Psychrogeton capusi Novopokr. ex Krasch.
- Psychrogeton chionophilus (Boiss.) Krasch.
- Psychrogeton lumbricoides (Gilli) Griers.
- Psychrogeton persicus (Boiss.) Griers.
- Psychrogeton pseuderigeron Novopokr. ex Nevski
- Psychrogeton sphaeroxylus (Gilli) Griers.
- Psychrogeton turkestanicus O.Hoffm. ex Paulsen